# Central Connect Airlines
Central Connect Airlines – nieistniejące czeskie linie lotnicze, z siedzibą w Ostrawie.

## Historia
Linia powstała w 2005 roku i jest własnością Central Connect Group (CCG), zatrudnia 110 pracowników (stan na grudzień 2008).
30 czerwca 2016 roku linia ogłosiła bankructwo oraz zaprzestała wszelkiej działalności.

## Kierunki i połączenia
(Stan na luty 2012):
- Czechy
  - Ostrawa – port lotniczy Ostrawa (baza)
  - Praga – port lotniczy Praga-Ruzyně
- Niemcy
  - Berlin – port lotniczy Berlin-Brandenburg [od 17 marca 2012]
  - Berlin – port lotniczy Berlin-Tegel [do 16 marca 2012]
  - Hanower – port lotniczy Hanower
  - Stuttgart – port lotniczy Stuttgart
- Słowenia
  - Lublana – port lotniczy Lublana
- Polska
  - Kraków – port lotniczy Kraków-Balice
  - Poznań – port lotniczy Poznań-Ławica
- Chorwacja
  - Zagrzeb – port lotniczy Zagrzeb

## Flota
Flota Central Connect Airlines składa się z dwóch rodzajów maszyn. (Stan na marzec 2011 roku)
- 1 Saab 340A (F)
- 3 Saab 340B